# Kőrösy Ferenc (vegyészmérnök)
Szántói Kőrösy Ferenc vagy Francis de Korosy (Budapest, 1906. május 20. – Beér-Seva, Izrael, 1997. január 1.) 1957 után Izraelben élt magyar vegyészmérnök, a Magyar Tudományos Akadémia külső tagja. Kőrösy József (1844–1906) statisztikus unokája, Kőrösy Kornél (1879–1948) orvos, fiziológus, genetikus fia, Yossi Korazim-Korosy izraeli szociológus apja.

## Életútja
1923-ban a karlsruhei műszaki főiskolán kezdte meg felsőfokú tanulmányait, majd 1927 után a budapesti József Nádor Műszaki és Gazdaságtudományi Egyetemen tanult, itt szerezte meg vegyészmérnöki oklevelét 1929-ben. 1932 és 1939 között az Egyesült Izzólámpa és Villamossági Rt. kutatólaboratóriumának munkatársa volt. 1939-ben féléves tanulmányúton járt az Amerikai Egyesült Államokban, majd apja, a Pázmány Péter Tudományegyetem élettani intézetében dolgozó Kőrösy Kornél hívására 1939 és 1944 között az intézeti laboratórium munkatársa volt. 1946-ban a Vákuumtechnikai Gépgyár kutatólaboratóriumának vezetőjévé nevezték ki. 1947-ben habilitált a fővárosi tudományegyetemen, s az alkalmazott fizikai kémia magántanára volt kisebb megszakításokkal 1956-ig. Ezzel egyidejűleg, 1947-től saját gyógyszervegyészeti kutatólaboratóriumát vezette, amelyet 1950-ben államosítottak. 1950-től az 1951-ben megjelent Angol–magyar műszaki szótár szerkesztési munkálataiban vett részt. 1953 és 1956 között a Híradás-technikai Kutatóintézet és a Gyógyszeripari Kutatóintézet munkatársa volt.
1957-ben Izraelbe emigrált, ahol előbb rövid ideig a haifai technológiai kutatóintézet, a Technion munkatársa volt, majd 1958-tól a beér-sevai Negev-sivatagi Kutatóintézet (Negev Institute for Arid Zone Research, 1973-tól a Ben-Gurion Egyetem része) professzora, szerves kémiai laboratóriumának vezetője volt. Ezzel párhuzamosan 1957-től kémiaprofesszorként tanított a jeruzsálemi Héber Egyetemen is.

## Munkássága
Tudományos érdeklődése a fizikai kémia számos területére kiterjedt, mérnöki fejlesztései is jellemzően e témakör körül összpontosultak. Pályája korai szakaszában a floridzin kémiai szerkezetét tanulmányozta, s katódsugárzásos magkísérleteket folytatott. Az 1930-as években, az Egyesült Izzó alkalmazásában – Selényi Pál és Bródy Imre munkatársaként – részt vett a kis nyomású kriptontöltésű izzólámpa kifejlesztésében, feladata az volt, hogy eljárásokat dolgozzon ki a levegőben elenyésző koncentrációban megtalálható kripton ipari kinyerésére, desztillációjára. Emellett a vanádiumcsoport tanulmányozása során felfedezte a tantál jodidját. A második világháborút követően Keller Andrással sikeres kísérleteket végeztek az ezüst és a réz zsírsavas sóinak előállítására, emellett hőkondenzátorok és differenciál-termométerek fejlesztésével foglalkozott. A Magyarországon töltött évtizedek során több találmányát szabadalmaztatta, így például a formilcellulózt, a záróréteges fotocellát, a magas olvadáspontú üveget és a gyomornedv-elválasztást szabályozó puffert, az Optacidot.
Izraeli kutatásait elsősorban a környezetkémia szolgálatába állította, többek között vegyészeti eljárásokat keresett a Negev-sivatag magas sótartalmú állóvizeinek sótalanítására. Kísérletei során sikeresen állította elő az ún. permszelektív membránt, amely egy adott folyadék csak bizonyos fázisú részecskéit ereszti át, ezzel alkalmas a víz sótartalmának kiválasztására (membránszűrés). Emellett előállította az idegsejtek működését modellező mozaikmembránt, amivel hozzájárult a mániás depressziós elmezavarok lítiumionos kezeléséhez. További jelentős eredményeket ért el az ammóniumionok segítségével előállítható ún. ammóniumfémek kutatása terén.
Választott hazájában közéleti szerepet is vállalt, magát cionistának vallotta, s több ízben felszólalt a vallási radikalizmus térnyerése ellen.

## Társasági tagságai és elismerései
Tudományos érdemei elismeréseként 1995-ben a Magyar Tudományos Akadémia külső tagjává választották. Izraelben Veicman-díjjal tüntették ki.

## Főbb művei
- Adatok a philoridzin chémiájához. Budapest, Pesti ny., 1928, 32 p.
- Egy asszimiláns zsidó cionizmusa. Budapest, Springer ny., 1944, 95 p.
- Influence of strongly bound counter-ions on permselective membranes. Beersheba, Negev Institute for Arid Zone research, 1968. (Többekkel)
- An approach to chemistry. London, Pitman, 1969, 500 p.
- Membrane fouling and studies on new electrodialysis membranes. Washington, U.S. Department of the Interior, 1970, 102 p.

## További irodalom
- Kőrösy Ferenc (1906–1997). in: Fizikai Szemle 1997. 1. sz.